# 東広島市立龍王小学校
東広島市立龍王小学校（ひがしひろしましりつ りゅうおうしょうがっこう）は、広島県東広島市西条町寺家にある市立小学校。

## 概要
西条地区西部の寺家に位置している。寺西小学校の児童数の増加に伴って2018年に設置された分離新設校であり、西条地区では最も新しい小学校となっている。
2024年4月現在で38クラス（うち特別支援学級7クラス）、全校児童1081人のマンモス校である。

## 沿革
2018年（平成30年）4月10日 - 開校式が実施される。

## 校歌
作詞：小林 豊　作曲：岡田 良二　編曲：灰山久美子

## 校章
分離元の寺西小学校の校章にあった梅の花を踏襲しつつ、中央に「龍」の字を配している。寺西小学校5年生、6年生ならびに教職員を対象に募集され、デザインが決定された。

## 通学区域
通学区域は以下の通りである。
- 西条西本町
- 西条東北町
- 西条町西条の一部
- 西条町寺家の一部
- 西条町西条東の一部

## 進学先中学校
- 東広島市立西条中学校[5]

## 交通アクセス
- JR山陽本線　寺家駅から徒歩約15分
- JRバス中国・芸陽バス　「下寺家」バス停から徒歩約8分